# Gaathufushi
Gaathufushi est une petite île inhabitée des Maldives.

## Géographie
Gaathufushi est située dans le centre des Maldives, au centre de l'atoll Ari, dans la subdivision de Alif Alif. 